# Bozhou
Bozhou è una città della Cina, città prefettura della provincia di Anhui, sorge sulle rive del fiume Gou he. Dalle ultime rilevazioni risulta avere 5 milioni e 300 000 abitanti.

## Amministrazione
La città-prefettura amministra quattro divisioni, rappresentate da un distretto e tre contee:
- Distretto di Qiaocheng
- Contea di Guoyang
- Contea di Lixin
- Contea di Mengcheng